# Jörns IF
Jörns IF är en sportklubb i Jörn, Skellefteå kommun. Klubben hade sin storhetstid på 1960-talet då de spelade i den näst högsta ligan i ishockey.

## Historia
Jörns IF grundades 1919 och föreningen samlade då allmän idrott, skidlöpning, skridskoåkning, fotboll, simning och velocipedåkning. Senare inkluderades även bandy, ishockey, innebandy, volleyboll, badminton, tennis och bordtennis i föreningens verksamhet. År 1936 bröts skidlöpning ut från Jörns IF och bildade en egen förening, SK Järven.
I mitten av 1940-talet beslutades att föreningen skulle anlägga en bandybana. Genom att anordna revyer kom pengar till detta in och banan stod klar 1950. Troligen startade föreningens ishockeysektion samma år. Från säsongen 1964/1965, och de påföljande fem säsongerna, spelade Jörns IF i Division II i ishockey. Detta var få den näst högsta divisionen i svensk ishockey.
År 2016 konstaterade föreningens ordförande gällande föreningens fotbollssektion att "[...] vår ungdomsverksamhet har legat nere några år. Vi har ett herrlag men i det är det just ingen som är kvar i Jörn utan de tränar i Skellefteå". När Jörn 2022 tog emot 200 flyktingar från Ukraina gjordes en satsning för att få in barn och ungdomar från denna grupp i ungdomsverksamheten genom gratis deltagaravgifter och färre matcher. Samma år arrangerade föreningen kulturfestivalen Ursinnig.
Bland framgångsrika hockeyspelare från Jörns IF kan nämnas Linus Lindström, Niclas Burström och Kent Björk (f. 1945).